# سامانا (کالداس)
سامانا (کالداس) (به اسپانیایی: Samaná, Caldas) یک سکونتگاه مسکونی در کلمبیا است که در بخش کالداس واقع شده‌است.

## خصوصیات
سامانا ۷۶۱٫۰۲ کیلومترمربع مساحت و ۳۶٬۵۵۹ نفر جمعیت دارد.